# 哈塔 (阿聯酋)
哈塔（阿拉伯语：حتا）是阿拉伯联合酋长国迪拜酋长国的一块内陆飛地。

## 地理
它位于迪拜酋长国的东南方，在杜拜以东约134公里。它的东部和南部与阿曼接壤，西部与阿吉曼的飞地马斯福特接壤，北部与哈伊马角接壤。

## 历史
哈塔在哈舍尔·本·马克图姆统治时期成为迪拜的属地。

## 經濟
哈塔的經濟有旅遊業和水資源。當地能種植椰棗。哈达大坝建于1990年代，能为该地区供电和供水。當地還有哈塔遗产村、Hatta Kayak以及哈塔堡酒店。

## 体育
它是足球队哈达俱乐部的主场。